# Riemann–Siegel-féle Z-függvény
A matematikában a Riemann–Siegel-féle Z-függvény egy, a Riemann-féle zéta-függvény tanulmányozásához használt függvény. Nevezik egyszerűen Z-függvénynek, vagy Riemann–Siegel-féle zéta-függvénynek, Hardy-függvénynek, Hardy-féle Z-függvénynek vagy Hardy-féle zéta-függvénynek is. Definíciója a Riemann–Siegel-féle théta-függvény és a Riemann-féle zéta-függvény alapján
{\displaystyle Z(t)=e^{i\theta (t)}\zeta \left({\frac {1}{2}}+it\right).}
Az egyenletből kikövetkeztethető, hogy valós t változókhoz valós értékeket rendel. Páros, és valós értékekre valós analitikus. Mivel a Riemann-féle théta-függvény és a Riemann–Siegel-féle théta-függvény holomorf a kritikus sávban, ezért a Riemann–Siegel-féle Z-függvény is holomorf ugyanitt. Valós nullhelyei megfelelnek a Riemann-féle zéta-függvény kritikus sávbeli nullhelyeinek, továbbá a Z-függvény kritikus sávjában levő nullhelyek is megfelelnek ezeknek a gyököknek.
|                              |                                |
| {\displaystyle -5<\Re (t)<5} | {\displaystyle -40<\Re (t)<40} |

## A Riemann–Siegel-képlet
Valós t értékekre a Z(t) értékekre, így a zéta-függvény kritikus egyenesén felvett értékekre alkalmazható a Riemann–Siegel-képlet. Eszerint
{\displaystyle Z(t)=2\sum _{n^{2}<t/2\pi }n^{-1/2}\cos(\theta (t)-t\log n)+R(t),}
ahol az R(t) hiba komplex aszimptotikus kifejezhető a
{\displaystyle \Psi (z)={\frac {\cos 2\pi (z^{2}-z-1/16)}{\cos 2\pi z}}}
függvénnyel, és deriváltjaival. Ha {\displaystyle u=({\frac {t}{2\pi }})^{1/4}},{\displaystyle N=\lfloor u^{2}\rfloor } és {\displaystyle p=u^{2}-N}, akkor
{\displaystyle R(t)\sim (-1)^{N-1}\left(\Psi (p)u^{-1}-{\frac {1}{96\pi ^{2}}}\Psi ^{(3)}(p)u^{-3}+\cdots \right)}
ahol a három pont azt jelzi, hogy folytathatnánk magasabb fokú és rendű tagokkal.
Ismertek más gyorsan konvergáló sorozatok is. Ha
{\displaystyle Q(a,z)={\frac {\Gamma (a,z)}{\Gamma (a)}}={\frac {1}{\Gamma (a)}}\int _{z}^{\infty }u^{a-1}e^{-u}du}
akkor
{\displaystyle Z(t)=2\Re \left(e^{i\theta (t)}\left(\sum _{n=1}^{\infty }Q\left({\frac {s}{2}},\pi in^{2}\right)-{\frac {\pi ^{s/2}e^{\pi is/4}}{s\Gamma \left({\frac {s}{2}}\right)}}\right)\right)}
egy különösen szép példa.

## A Z-függvény viselkedése
A kritikus egyenes tételéből következik, hogy a Z-függvény valós nullhelyeinek sűrűsége 
{\displaystyle {\frac {c}{2\pi }}\log {\frac {t}{2\pi }}}
egy  c > 2/5 konstanssal. Így az adott hosszúságú szakaszokon található nullhelyek száma lassan nő. Ha a Riemann-hipotézis igaz, akkor a kritikus csíkban minden nullhely valós, és a konstans egészen pontosan 1. Ekkor minden nullhely egyszeres.

### Omegatétel
A nullhelyek miatt a Z-függvény oszcillál. Átlagának és maximumának értéke is lassan nő. Az omegatétel szerint
{\displaystyle Z(t)=\Omega \left(\exp \left({\frac {3}{4}}{\sqrt {\frac {\log t}{\log \log t}}}\right)\right),}
ahol a jelölés azt jelenti, hogy {\displaystyle Z(t)} osztva a függvénnyel Ω-ban t növelésével nem tart nullához.

### Átlagos növekedés
A kvadratikus közép növekedése:
{\displaystyle {\frac {1}{T}}\int _{0}^{T}Z(t)^{2}dt\sim \log T}
avagy
{\displaystyle {\frac {1}{T}}\int _{T}^{2T}Z(t)^{2}dt\sim \log T}
eszerint a Z-függvény RMS-ének növekedése olyan, mint {\displaystyle {\sqrt {\log t}}}. 
Ez tovább javítható:
{\displaystyle {\frac {1}{T}}\int _{0}^{T}Z(t)^{2}dt=\log T+(2\gamma -2\log(2\pi )-1)+O(T^{-15/22})}
A kitevő növelésével olyan átlagokat kapunk, amelyek jobban függnek a lokális maximumoktól. A negyedik hatványközépre:
{\displaystyle {\frac {1}{T}}\int _{0}^{T}Z(t)^{4}dt\sim {\frac {1}{2\pi ^{2}}}(\log T)^{4}}
azaz a negyedik hatványközép úgy növekszik, mint {\displaystyle {\frac {1}{2^{1/4}{\sqrt {\pi }}}}\log t}.

### Lindelöf-hipotézis
Magasabb rendű páros kitevős hatványokat is vizsgáltak, de még keveset tudnak a megfelelő átlagról. Azt sejtik, hogy
{\displaystyle {\frac {1}{T}}\int _{0}^{T}Z(t)^{2k}dt=o(T^{\epsilon })}
minden pozitív ε esetén, ami a Riemann-hipotézisből is következik. Itt a kis "o" azt jelöli, hogy a bal oldal osztva a jobb oldallal nullához tart. Ez a Lindelöf-hipotézis, amit többnyire egy fontos ekvivalens alakban adnak meg, úgymint
{\displaystyle Z(t)=o(t^{\epsilon });}
Mindkét alakjában korlátozza a csúcsértékek növekedését. A legjobb ismert korlát még mindig viszonylag gyenge, minden {\displaystyle \epsilon >{\frac {89}{570}}\approx 0,156} alkalmas. Megdöbbentő lenne, ha az bizonyosodna be, hogy tényleg körülbelül ilyen gyorsan nő. Littlewood bizonyította, hogy ha a Riemann-hipotézis igaz, akkor ennél sokkal hihetőbb becslést kapunk:
{\displaystyle Z(t)=o\left(\exp \left({\frac {10\log t}{\log \log t}}\right)\right),}

## Fordítás
Ez a szócikk részben vagy egészben  a   Z function című angol Wikipédia-szócikk fordításán alapul.  Az eredeti cikk szerkesztőit annak laptörténete sorolja fel. Ez a jelzés csupán a megfogalmazás eredetét és a szerzői jogokat jelzi, nem szolgál a cikkben szereplő információk forrásmegjelöléseként.